# Jutphaas
Jutphaas est un ancien village et une ancienne commune néerlandaise de la province d'Utrecht.
Le 1er juillet 1971, Jutphaas et Vreeswijk fusionnent pour former la nouvelle commune de Nieuwegein. À partir de cette date, Jutphaas disparaît également une localité à part entière ; comme Vreeswijk, le village est intégré dans la nouvelle zone urbaine de Nieuwegein.
La commune était composée du village de Jutphaas et des hameaux de 't Gein, Rijnhuizen, Hoog-Raven, Laag-Raven et West-Raven. En 1840, la commune comptait 389 maisons et 2 100 habitants.